# Loffenau
Loffenau – miejscowość i gmina w Niemczech, w kraju związkowym Badenia-Wirtembergia, w rejencji Karlsruhe, w regionie Mittlerer Oberrhein, w powiecie Rastatt, wchodzi w skład wspólnoty administracyjnej Gernsbach. Leży ok. 15 km na południowy wschód od Rastatt.

## Współpraca
Miejscowości partnerskie:
- Caderousse, Francja
- Kreischa, Saksonia
- Montefelcino, Włochy